# José Carlos Rodríguez Hevia
José Hevia es un entrenador de fútbol con licencia UEFA PRO español. En enero del 2022 se desplaza a Colombia para formar parte del Proyecto de Asesoramiento y Formación a entidades deportivas desarrollado por el Gobierno del Atlántico y la Federación Colombiana de Fútbol a través de la Liga de Fútbol del Atlántico.

## Trayectoria
Nacido en Asturias. Licencia de entrenador UEFA PRO, Hevia comenzó a trabajar con las categorías inferiores del CD Santa Teresa en el año 1990 antes de adquirir su título de entrenador UEFA PRO en 2002. Poco después, se hizo cargo de clubs de las categorías inferiores del Club Social Alcoa-Inespal, UD San Claudio, CD Manuel Rubio y AD Gigantes (Madrid) club vinculado al Atlético de Madrid, con el que consigue un ascenso a categoría preferente juvenil con el equipo Sub-19 y se queda a las puertas del ascenso con el equipo sénior a primera categoría autonómica, antes de comenzar una nueva actividad como director técnico. 
Desde 2014, Hevia compagina su trabajo como Director de Gestión Integral con el de Director Técnico en diferentes entidades deportivas consiguiendo importantes logros bajo su dirección. Consigue éxitos tanto en la categoría sub-18 como en los equipos sub-21. Tras quedar campeón con el equipo sub-18 asciende al cuerpo técnico del primer equipo de actuando como primer entrenador interino durante la segunda vuelta del campeonato mejorando el equipo considerablemente el rendimiento en la competición y obteniendo buenos resultados que ayudaron a que el club evitase la zona de descenso y mantuviese la categoría sin problemas.
En el año 2017, Hevia se unió al Celtic F. C. de Glasgow en unión como director técnico para dirigir la Celtic Soccer School de India. 
Tras finalizar su vinculación con la academia del Celtic F. C., firma un nuevo contrato para trabajar como director técnico del Shillong Lajong Football Club no pudiendo seguir con la línea de éxitos deportivos previamente debido al parón sufrido por todas las competiciones a nivel mundial tras la presencia de la pandemia que paralizó al mundo en marzo de 2020. 
Mohammedan SC Calcuta, recién ascendido a la I-League.
En 2021, Hevia tras desavenencias técnicas con la dirección no continua su relación con la entidad.
En enero de 2022 se desplaza a Colombia para colaborar en el programa de Asesoramiento y Formación Metodológica a entidades deportivas desarrollado por la Gobernación del Atlántico y la Federación Colombiana de Fútbol a través de la Liga de Fútbol del Atlántico.

## Clubes

### Como entrenador
| Club                                                                                    | País     | Año         |
| --------------------------------------------------------------------------------------- | -------- | ----------- |
| Santa Teresa - Asturias                                                                 | España   | 1996-2002   |
| San Claudio - Asturias Sub-19                                                           | España   | 2003-2005   |
| AD Manuel Rubio - Asturias Sub-19                                                       | España   | 2005-2006   |
| AD Gigantes - Madrid Sub-19 y Equipo Sénior                                             | España   | 2007-2012   |
| Celtic de Glasgow                                                                       | India    | 2017-2019   |
| Shillong Lajong Football Club                                                           | India    | 2019-2020   |
| Mohammedan SC Calcuta                                                                   | India    | 2021        |
| Gobernación del Atlántico - Federación Colombiana Fútbol - Liga de Fútbol del Atlántico | Colombia | 2022 - 2023 |